# Nynäshamn (stacja kolejowa)

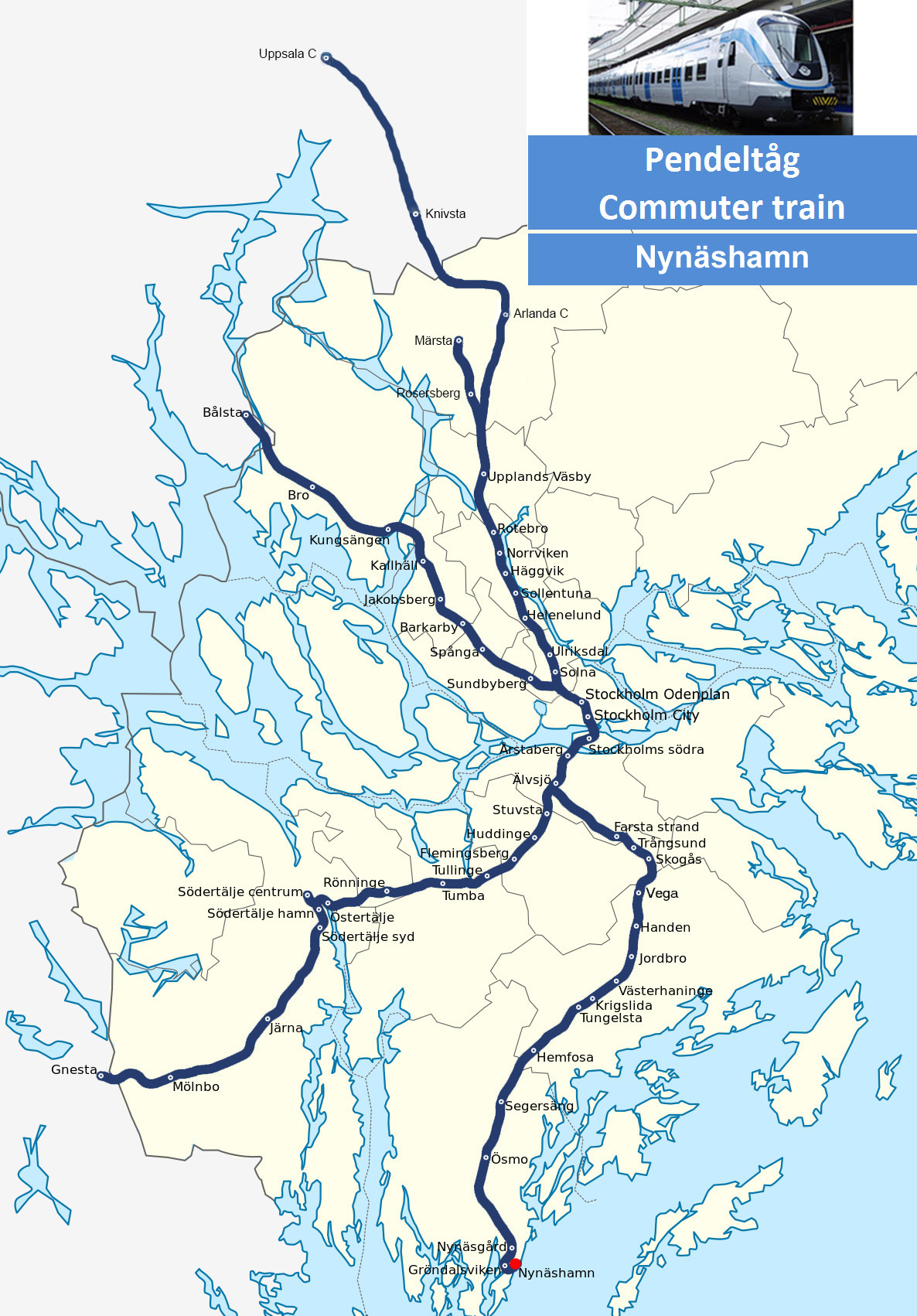
Położenie stacji na sieci Pendeltåg

Nynäshamn – stacja kolejowa w Nynäshamn, w regionie Sztokholm, w Szwecji.
Stacja jest obsługiwana przez pociągi podmiejskie Pendeltåg Sztokholm (linia J35) i jest stacją końcową linii Nynäsbanan. Położona jest w pobliżu centrum miasta, tuż przy terminalu promowym (kursy na Gotlandię, do Windawy i do Gdańska).

## Linie kolejowe
- Nynäsbanan